# Le matricole
Le matricole (The Hazing) è un racconto di fantascienza di Isaac Asimov pubblicato per la prima volta nel 1942 sul numero di ottobre della rivista Thrilling Wonder Stories.
Successivamente è stato incluso nell'antologia Asimov Story (The Early Asimov) del 1972.
È stato pubblicato varie volte in italiano a partire dal 1973.
È il terzo racconto della trilogia dell'Homo Sol, insieme a Homo Sol del 1940 e Quantità immaginarie (The Imaginary) del 1942. Nella trilogia, Asimov introduce il concetto di psicologia sviluppata in una scienza matematicamente rigorosa, che poi incorpora nel ciclo della Fondazione.

## Trama
La Federazione Galattica ha sviluppato la psicologia in una pura e solida scienza, basata su equazioni quantitative che interpretano i comportamenti umani. Di conseguenza, i maestri psicologi sono persone importanti e molto considerate.
Alcuni anni dopo che il popolo di Homo Sol ha aderito alla Federazione Galattica, un gruppo di studenti provenienti dalla Terra giunge a studiare all'università di Arturo. Questi studenti vengono rapiti come parte di uno scherzo goliardico da uno studente anziano e depositati su un pianeta abitato solo da creature primitive, che vivono in quarantena fino a quando svilupperanno i viaggi nell'iperspazio. Secondo la psicologia della Federazione, gli studenti dovrebbero cadere in panico e nel ridicolo quando venissero catturati dagli autoctoni. Invece, usando un livello "primitivo" di psicologia, i Solariani persuadono i nativi che essi sono degli dei provenienti da oltre le stelle. All'arrivo dei rapitori, questi vengono catturati dai nativi ma vengono poi salvati dai terrestri.